# Taus (Siedlung)
Koordinaten: 48° 56′ 54″ N, 9° 26′ 43″ O
Taus (früher auch Gedoß, Thauß, Thaus, Thos oder Tos genannt) ist eine 1583 genannte Siedlung auf dem Gebiet der heutigen Großen Kreisstadt Backnang im baden-württembergischen Rems-Murr-Kreis. Von der Wüstung haben sich keine Reste erhalten. Nach dem Zweiten Weltkrieg wurde das Gebiet aufgesiedelt.

## Lage
Die Wüstung befand sich gegenüber der Mündung der Weißach in die Murr.

## Geschichte
Nach erhaltenen Urkunden befanden sich bereits zu Beginn des 15. Jahrhunderts (1413) eine Lohmühle und eine Eisenschmiede in Gedoß, das ist Taus. Im Historischen Atlas von Baden-Württemberg ist eine Siedlung von unbestimmter Größe etwa gegenüber Mündung der Weißach in die Murr verzeichnet. Diese sei zwischen dem 13. und dem 15. Jahrhundert abgegangen. Diese Angabe widerspricht jedoch den erhaltenen Urkunden. 1501 belehnte das Stift Backnang den Bürger Hans Hagen, dessen Sohn Hans Hagen (genannt der Jüngere) und dessen Vetter Conrad Hagen mit der Eisenschmiede. 1583 verkaufte Herzog Ludwig von Württemberg seinen Untertanen in Backnang, Strümpfelbach und in Thauß Äcker und Wiesen. Am Ende des 16. Jahrhunderts (1593) erscheint eine Siedlung mit dem Namen Thos auf einer Karte von Georg Gadner. Im Landbuch von 1624 werden metallverarbeitende Betriebe (eine Hammer- und eine Feilenschmiede) in der Taus erwähnt. Die Schmiede wurde durch die Kriegsereignisse im 17. Jahrhundert zerstört. Im 18. Jahrhundert wurde in dem Gebiet erneut eine Lohmühle errichtet.
Im 19. Jahrhundert erscheinen auf der Ur-Flurkarte der Württembergischen Landesvermessung die Flurnamen Vordere und Hintere Thaus sowie Obere- und Untere Thauswiesen. Später siedelten sich andere Industriebetriebe in dem Bereich an, beispielsweise die Spinnerei Eugen Adolff gegenüber an der Weißachmündung.
Nach dem Zweiten Weltkrieg wurden die Fluren Vordere und Hintere Taus mit der ausgedehnten Wohnsiedlung Taus überbaut, welche von einigen Großbauten dominiert wird, der Evangelischen Matthäuskirche und der Katholischen Christkönigskirche. An die ehemaligen Fluren erinnern heute noch die Straßennamen In der Taus, Hintere Taus und das Gymnasium in der Taus.